# Vierlandentoernooi 1988
Het Vierlandentoernooi van 1988 was een voetbaltoernooi dat plaatsvond tussen 31 maart en 2 april 1988.
West-Duitsland was gekozen om het Europees kampioenschap voetbal 1988 te organiseren. Om de kandidatuur niet in gevaar te brengen besloot de Duitse voetbalbond af te zien van wedstrijden in het op het dat moment verdeelde Berlijn. Als compensatie voor West-Berlijn werd, een aantal maanden voorafgaand aan het Europees kampioenschap, met Pasen 1988 het Vierlandentoernooi georganiseerd.
Deelnemende landen waren naast het gastland Duitsland ook Sovjet-Unie, Argentinië en Zweden. Het toernooi begon op 31 maart met twee halve finales, gevolgd door een troostfinale en finale. De finale werd gespeeld op 2 april 1988 en ging tussen de Sovjet-Unie en Zweden. Het eindigde in 2–0 voor Zweden.

## Wedstrijden
|  | Halve finale       | Halve finale |                   |   | Finale | Finale |
|  |                    |              |                   |   |        |        |
|  | 31 maart – Berlijn |              |                   |   |        |        |
|  |                    |              |                   |   |        |        |
|  | Zweden             | 1 (4)        |                   |   |        |        |
|  | Zweden             | 1 (4)        | 2 april – Berlijn |   |        |        |
|  | West-Duitsland     | 1 (2)        |                   |   |        |        |
|  | West-Duitsland     | 1 (2)        | Zweden            | 2 |        |        |
|  | 31 maart – Berlijn |              | Zweden            | 2 |        |        |
|  |                    | Sovjet-Unie  | 0                 |   |        |        |
|  | Argentinië         | Sovjet-Unie  | 0                 | 2 |        |        |
|  | Argentinië         |              |                   | 2 |        |        |
|  | Sovjet-Unie        | 4            |                   |   |        |        |
|  | Sovjet-Unie        | 4            | Troostfinale      |   |        |        |
|  |                    |              |                   |   |        |        |
|  | 2 april – Berlijn  |              |                   |   |        |        |
|  |                    |              |                   |   |        |        |
|  | West-Duitsland     | 1            |                   |   |        |        |
|  | West-Duitsland     | 1            |                   |   |        |        |
|  | Argentinië         | 0            |                   |   |        |        |

### Halve finale
|                                                    |                                      |       |                                                                                           |                                                                                      |
| 31 maart 1988 «onderlinge duels» 16:30 uur (UTC+2) | Argentinië                           | 2 – 4 | Sovjet-Unie                                                                               | Olympiastadion, West-Berlijn Toeschouwers: 25.000 Scheidsrechter: Joël Quiniou (FRA) |
| 31 maart 1988 «onderlinge duels» 16:30 uur (UTC+2) | Pedro Troglio 18' Diego Maradona 67' |       | 14' Oleksandr Zavarov 15' Hennadii Lytovchenko 62' Oleh Protasov 80' (pen.) Oleh Protasov | Olympiastadion, West-Berlijn Toeschouwers: 25.000 Scheidsrechter: Joël Quiniou (FRA) |

|                                                    |                               |       |                                  |                                                                                        |
| 31 maart 1988 «onderlinge duels» 19:15 uur (UTC+2) | West-Duitsland                | 1 – 1 | Zweden                           | Olympiastadion, West-Berlijn Toeschouwers: 23.709 Scheidsrechter: Lajos Hartmann (HUN) |
| 31 maart 1988 «onderlinge duels» 19:15 uur (UTC+2) | Klaus Allofs 42'              |       | 74' Peter Truedsson              | Olympiastadion, West-Berlijn Toeschouwers: 23.709 Scheidsrechter: Lajos Hartmann (HUN) |
| 31 maart 1988 «onderlinge duels» 19:15 uur (UTC+2) | Strafschoppen                 |       |                                  | Olympiastadion, West-Berlijn Toeschouwers: 23.709 Scheidsrechter: Lajos Hartmann (HUN) |
| 31 maart 1988 «onderlinge duels» 19:15 uur (UTC+2) | Thon Eckstein Matthäus Völler | 2–4   | Prytz P. Larsson Strömberg Thern | Olympiastadion, West-Berlijn Toeschouwers: 23.709 Scheidsrechter: Lajos Hartmann (HUN) |

### Troostfinale
|                                                   |                     |       |            |                                                                                            |
| 2 april 1988 «onderlinge duels» 17:00 uur (UTC+2) | West-Duitsland      | 1 – 0 | Argentinië | Olympiastadion, West-Berlijn Toeschouwers: 28.000 Scheidsrechter: Kurt Röthlisberger (SUI) |
| 2 april 1988 «onderlinge duels» 17:00 uur (UTC+2) | Lothar Matthäus 30' |       |            | Olympiastadion, West-Berlijn Toeschouwers: 28.000 Scheidsrechter: Kurt Röthlisberger (SUI) |

### Finale
|                                                   |                                       |       |             |                                                                                               |
| 2 april 1988 «onderlinge duels» 20:15 uur (UTC+2) | Zweden                                | 2 – 0 | Sovjet-Unie | Olympiastadion, West-Berlijn Toeschouwers: 25.000 Scheidsrechter: Marcel Van Langenhove (BEL) |
| 2 april 1988 «onderlinge duels» 20:15 uur (UTC+2) | Hans Eskilsson 52' Hans Holmquist 88' |       |             | Olympiastadion, West-Berlijn Toeschouwers: 25.000 Scheidsrechter: Marcel Van Langenhove (BEL) |